# Königreich Lombardo-Venetien
Das Königreich Lombardo-Venetien (italienisch Regno Lombardo-Veneto) als Zusammenschluss der Lombardei und Venetiens wurde nach dem Wiener Kongress von 1815 gebildet und war bis 1859/66 ein Land innerhalb des Kaisertums Österreich. Das Lombardo-Venetianische Königreich umfasste eine Fläche von 47.500 km² und zählte rund 5.173.000 Einwohner (1857).

## Geschichte

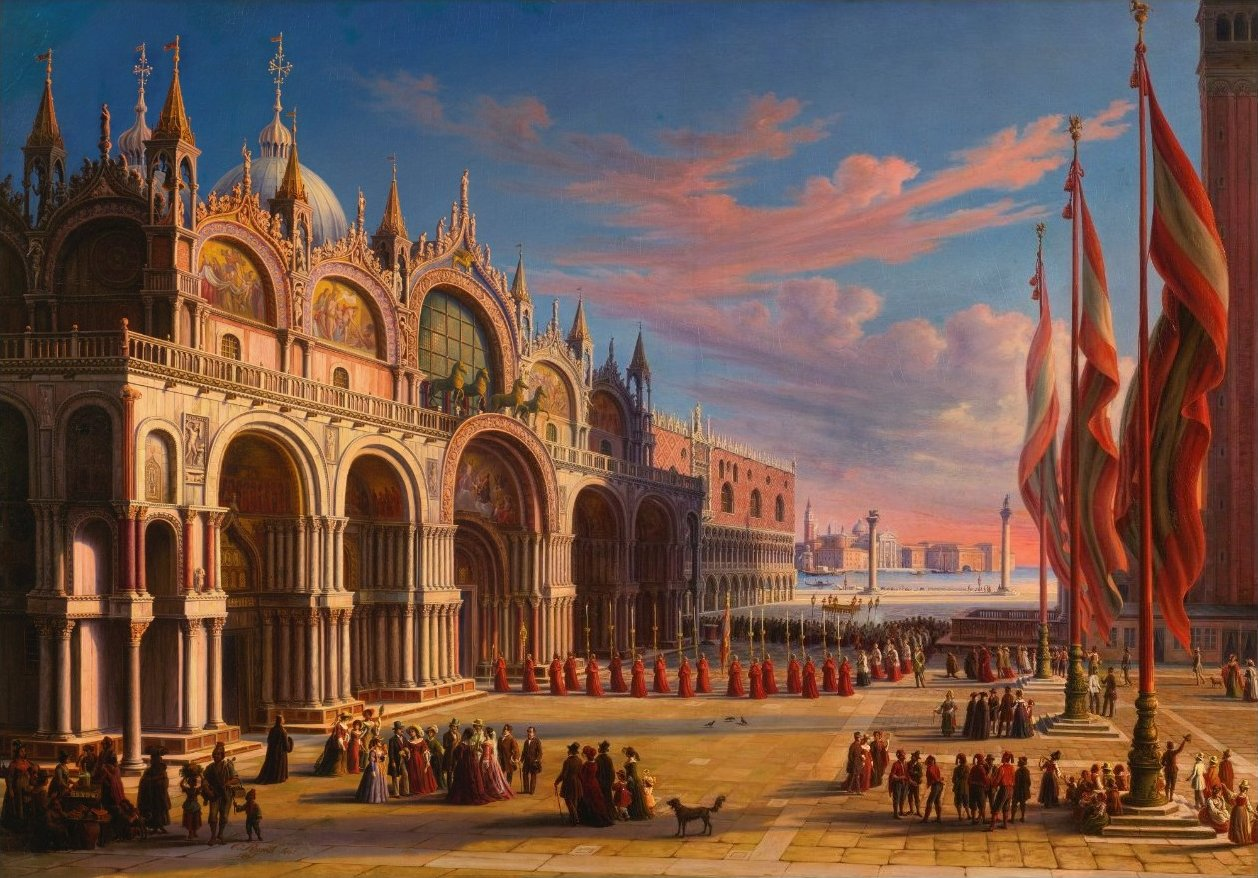
Der Markusplatz in Venedig, Gemälde von Carl Ludwig Rundt

### Vorgeschichte
Das Gebiet war zuvor Teil des napoleonischen Königreichs Italien (Lombardei und Venetien) bzw. der Cisalpinischen Republik (Lombardei), die am 26. Januar 1802 in Italienische Republik umbenannt und am 17. März 1805 in das von Napoléon neu geschaffene Königreich Italien eingegliedert wurde. Venetien war von 1797 bis 1805 bereits ein Teil der Habsburgermonarchie gewesen. Vor den Koalitionskriegen lagen die habsburgischen Herzogtümer Mailand und Mantua sowie die Republik Venedig auf demselben Gebiet.

### Gründung
Das Königreich Lombardo-Venetien wurde am 9. Juni 1815 als Ergebnis des Wiener Kongresses geschaffen. Amtssprachen waren Italienisch und Deutsch. König war in Personalunion der Kaiser von Österreich, der von 1815 bis 1848 von einem Vizekönig und danach von einem General-Gouverneur vertreten wurde. Die bekanntesten General-Gouverneure waren Josef Wenzel Graf Radetzky und Ferdinand Maximilian Joseph Maria von Österreich.

### Repubblica di San Marco 1848/49
Im Zuge der Revolution von 1848/1849 im Kaisertum Österreich entstand am 23. März 1848 in Venedig die aufständische Repubblica di San Marco. Auch in Mailand kam es zu den Aufständen der Cinque giornate (18.–22. März). Wenige Wochen später erklärte das Königreich Sardinien-Piemont Österreich den Krieg und marschierte in die Lombardei ein. Schon im August hatten die österreichischen Truppen aber Mailand wieder besetzt, bis Ende des Jahres 1848 war bereits das gesamte Veneto zurückerobert. Nach dem Sieg der Österreicher in der Schlacht bei Novara und dem folgenden Friedensvertrag von Mailand vom 6. August 1849 wurde Venedig als letzte Bastion der norditalienischen Revolutionäre und Republikaner am 23. August 1849 von österreichischem Militär erobert.

### Teilung in zwei Kronländer
1851 wurde das Königreich in die zwei Kronländer Lombardei und Venetien aufgeteilt, wobei die Bezeichnung „Königreich Lombardo-Venetien“ bis zum 3. Oktober 1866 beibehalten wurde.

### Ende
Nach der Niederlage im Sardinischen Krieg musste Österreich die Lombardei mit dem Frieden von Villafranca 1859 an Frankreich abtreten. Im Vertrag von Turin von 1860 mit dem Königreich Sardinien wurde das Gebiet gegen Nizza und Savoyen getauscht, so dass die Lombardei 1861 Teil des neu gebildeten Königreiches Italien wurde. Mit dem Frieden von Wien fielen 1866 schließlich auch Venetien und Mantua an Italien.

## Verwaltung, Rechtsprechung, Volksvertretung

### Verwaltung
1815 übernahm Österreich die bestehende dreistufige Verwaltungsstruktur aus Gemeinde (Comune), Distrikt (Distretto) und Provinz (Provincia). Darüber standen die beiden Territorien Mailand und Venedig mit jeweils einem Gouverneur (ab 1849: Statthalter) und darüber dem Vizekönig bzw. dem Generalgouverneur. Diese Organisation blieb dem Grund nach bis zum Ende der habsburgischen Herrschaft bestehen.
1853 gab es in der Lombardei 2111 Gemeinden. Im Durchschnitt bildeten 20 Gemeinden einen Distrikt mit dem Distriktkommissionär an der Spitze. In Venetien waren es 812 Gemeinden, die Distrikte umfassten dort im Durchschnitt 10 Gemeinden. 1849 wurde die Zahl der Distrikte verkleinert. In der Lombardei wurden aus 127 nun 102 und in Venetien aus 93 nun 78 Distrikte.
Als Selbstverwaltungsgremium der Gemeinden bestand die Versammlung der Grundsteuerzahler (convocto generale degli estimati), die neben den Grundsteuerzahlern auch einen Vertreter der Einwohner umfasste, der Personalsteuer bezahlte. Diese trat unter Vorsitz des Distriktkommissärs zusammen und bestimmte den Gemeindehaushalt und den dreiköpfigen Gemeindeausschuss (deputazione del convocato). Einer dieser drei musste einer der Höchstbesteuerten des Ortes sein. Dieser Gemeindeausschuss leitete die Gemeindeverwaltung. In größeren Gemeinden und den Städten bestand an Stelle des convocto der Rat der Grundsteuerzahler (consiglio generale degli estimati) aus 30 bis 60 gewählten Vertretern. Diese wählten einen dreiköpfigen Gemeindeausschuss (deputazione del consiglio) oder in den größeren Städten eine Munizipialkongretation (congregazione munizipale) aus dem Podestà und vier (in Mailand und Venedig sechs) Assessoren.
In der Lombardei bestanden neun Provinzen, in Venetien waren es acht. Nach der Abtretung der Lombardei 1859 blieb ein Teil der Provinz Mantua bei Österreich und bildet die neunte Provinz von Venetien. An der Spitze der Provinz stand der Delegat.
Die Provinzen waren jeweils nach dem Hauptort benannt:
| Territorium | Provinz                | Sitz    | Zahl Distrikte nach 1853 | Anmerkung                              |
| ----------- | ---------------------- | ------- | ------------------------ | -------------------------------------- |
| Lombardei   | Provinz Mailand        | Mailand | 14                       |                                        |
| Lombardei   | Provinz Bergamo        | Bergamo | 16                       |                                        |
| Lombardei   | Provinz Brescia        | Brescia | 14                       |                                        |
| Lombardei   | Provinz Como           | Como    | 21                       |                                        |
| Lombardei   | Provinz Cremona        | Cremona | 08                       |                                        |
| Lombardei   | Provinz Lodi und Crema | Lodi    | 07                       |                                        |
| Lombardei   | Provinz Mantua         | Mantua  | 11                       | ab 1859 mit 5 Distrikten nach Venetien |
| Lombardei   | Provinz Pavia          | Pavia   | 06                       |                                        |
| Lombardei   | Provinz Sondrio        | Sondrio | 05                       |                                        |
| Venetien    | Provinz Venedig        | Venedig | 07                       |                                        |
| Venetien    | Provinz Belluno        | Belluno | 07                       |                                        |
| Venetien    | Provinz Padua          | Padua   | 08                       |                                        |
| Venetien    | Provinz Rovigo         | Rovigo  | 08                       |                                        |
| Venetien    | Provinz Treviso        | Treviso | 08                       |                                        |
| Venetien    | Provinz Verona         | Verona  | 11                       |                                        |
| Venetien    | Provinz Vicenza        | Vicenza | 10                       |                                        |
| Venetien    | Provinz Udine          | Udine   | 19                       |                                        |

### Rechtsprechung
Die Trennung der Rechtsprechung von der Verwaltung war auch auf der untersten Eben gegeben. Eingangsgerichte waren die Präturen. Die Gerichtsbezirke entsprachen nicht den Distrikten. Es gab sowohl in Venetien als auch in der Lombardei jeweils 80 Präturen. Die erste Instanz in Strafsachen bildete das Landesgericht (tribunale provinciale oder tribunale di prima istanza). Auf der Ebene der Provinzen gab es daneben Provinzialgefällsgerichte. Zweite Instanz bildeten die beiden Appellationsgerichte Mailand und Venedig (tribunali oder corti d’appello). Daneben bestand das Handelsgericht Mailand, das Handels- und Seegericht Venedig und die beiden Gefällsobergerichte.

### Die Kongregationen
Die Kongregationen waren auf Provinzial- und Landesebene die Vertretungskörperschaften. Ihre zunächst sehr begrenzten Kompetenzen wurden im Zeitablauf immer weiter ausgedehnt. Eine Umbildung zu gesetzgebenden Körperschaften also zu Landtagen wie in den Kronländern kam es jedoch nicht.
Es bestand je eine Zentralkongregation für Venetien und für die Lombardei und auf Ebene der Provinzen wurden Provinzialkongregationen eingerichtet. Die Lombardische Zentralkongregation bestand aus je einem adligen und einem nichtadligen Vertreter jeder der 9 Provinzen und je einem Abgeordneten der 10 (ab 1839: 11) königlichen Städten (acht Provinzialhauptstädte sowie Crema und Casalmaggiore, ab 1839 noch Sondrio), zusammen also 28 bzw. 29 Männer. Gleichartig war die Venetianische Zentralkongregation aufgebaut: Je zwei Vertreter der acht Provinzen und je einen Vertreter der 9 königlichen Städte (die Provinzialhauptstädte und Bassano).

## Münzprägung

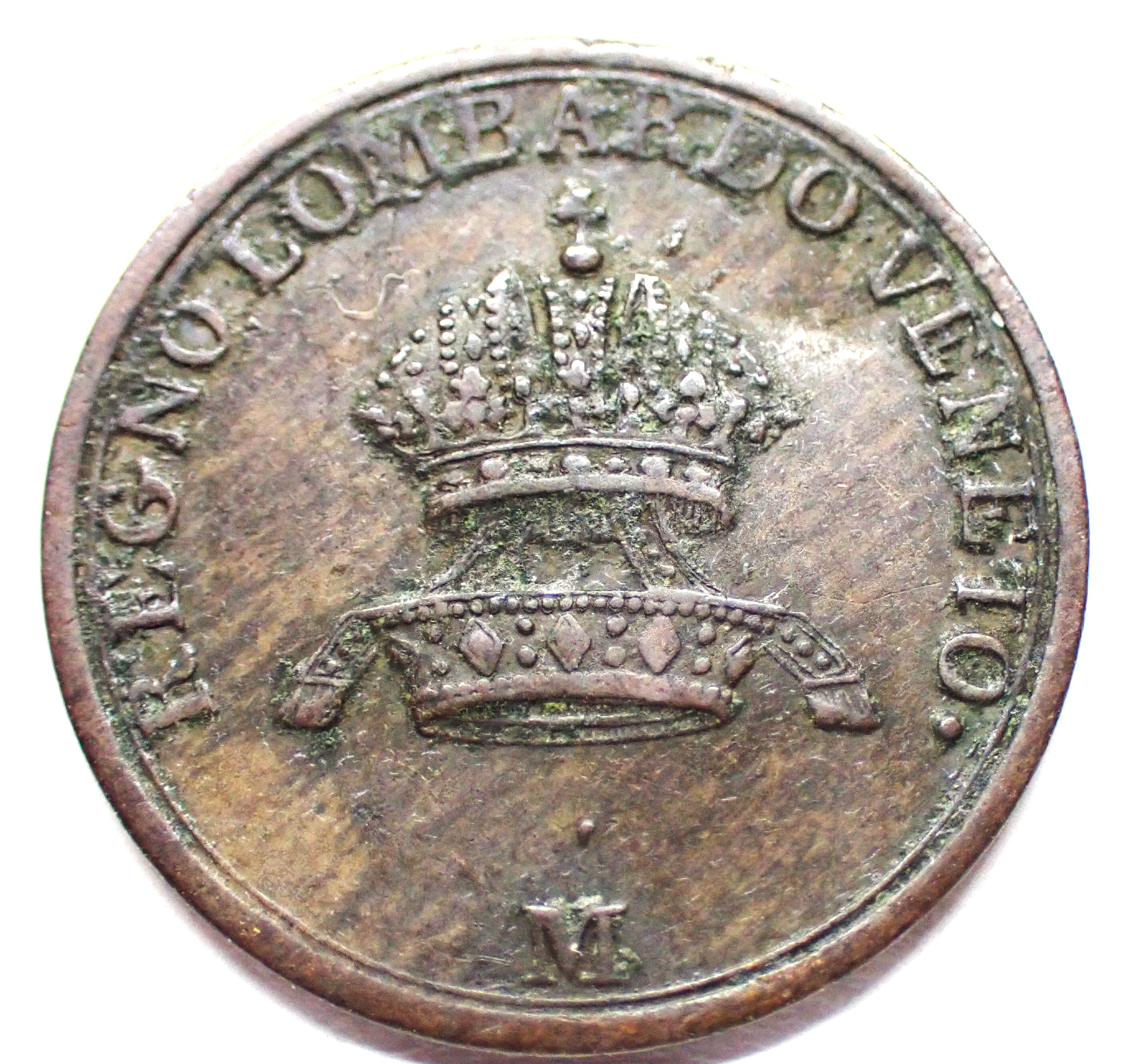
Centesimo Lombardo-Venetien von 1822, eiserne Krone Lombardei, darüber Krone Österreichs

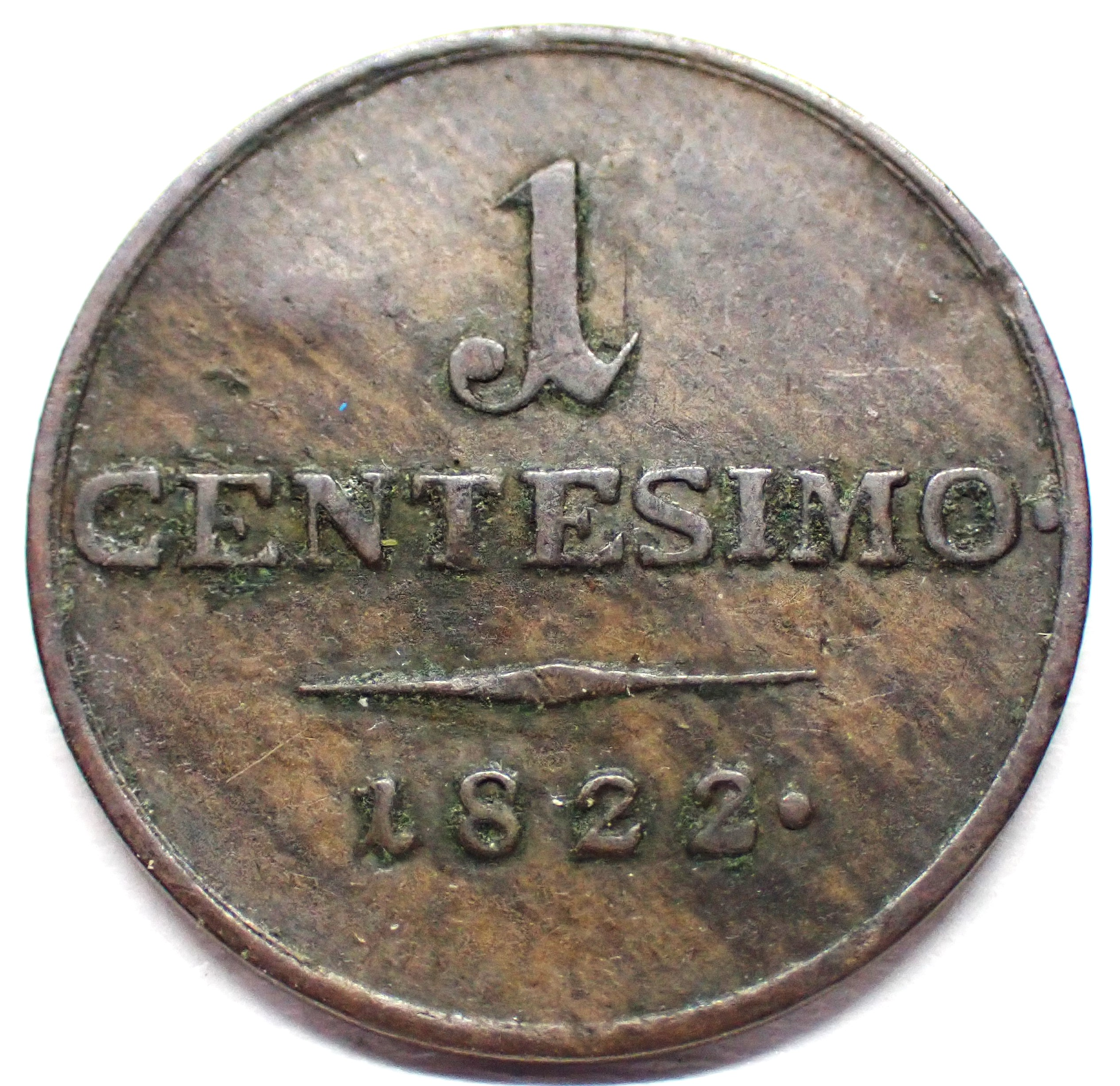
Centesimo Lombardo-Venetien von 1822, Wertseite

Von 1814 bis 1856 wurden 100 Centésimi (bis zum Wert von 15 Centésimi in Kupfer geprägt) gleich 20 Soldi (reine Rechnungsmünze, also nicht ausgeprägt) gleich 1 Lira (aus Silber) gerechnet. Die Soldi standen im Wert den österreichischen Kreuzern gleich. 40 Lire galten 1 Sovrano (Goldmünze). 6 Lire galten 2 Fiorini (italienischer Begriff für den österreichischen Gulden), 2 Fiorini galten 1 Scudo beziehungsweise 1 Konventionstaler.
Ab dem 4. Januar 1857 wurde das Münzsystem modifiziert: 100 Soldi waren 100 österreichischen Kreuzern gleichgestellt, die 1 Fiorino entsprachen. Der Soldo wurde nun ab 1862 auch als Kupfermünze ausgeprägt. Sein Halbstück wurde als 5/10 Soldi bezeichnet.

## Könige von Lombardo-Venetien

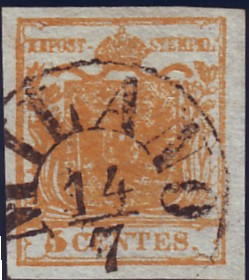
Österreichische Lokalbriefmarkenausgabe von 1850 für Lombardei und Venetien

- 1815–1835: Franz I., Kaiser von Österreich
- 1835–1848: Ferdinand I., Kaiser von Österreich
- 1848–1866: Franz Joseph I., Kaiser von Österreich

## Vizekönige von Lombardo-Venetien
- Prinz Heinrich XV. Reuß zu Plauen (1814–1815)
- Graf Friedrich Heinrich von Bellegarde (1815–1816)
- Erzherzog Anton Victor von Österreich (1816–1818)
- Erzherzog Rainer von Österreich (1818–1848)

## Generalgouverneure von Lombardo-Venetien
- Graf Josef Wenzel Radetzky von Radetz (1848–1857)
- Erzherzog Maximilian von Österreich (1857–1859)

Karten
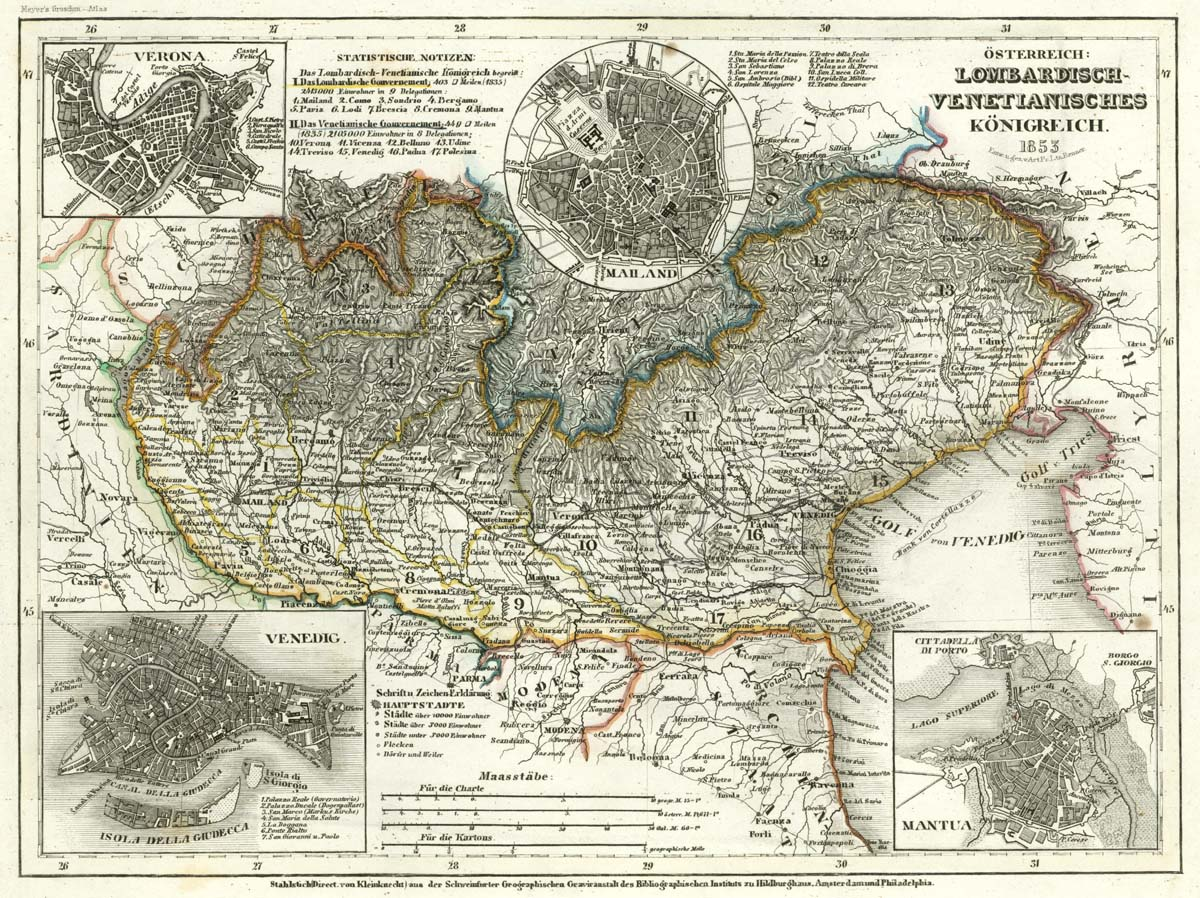
Das Königreich Lombardo-Venetien mit den wichtigsten Städten
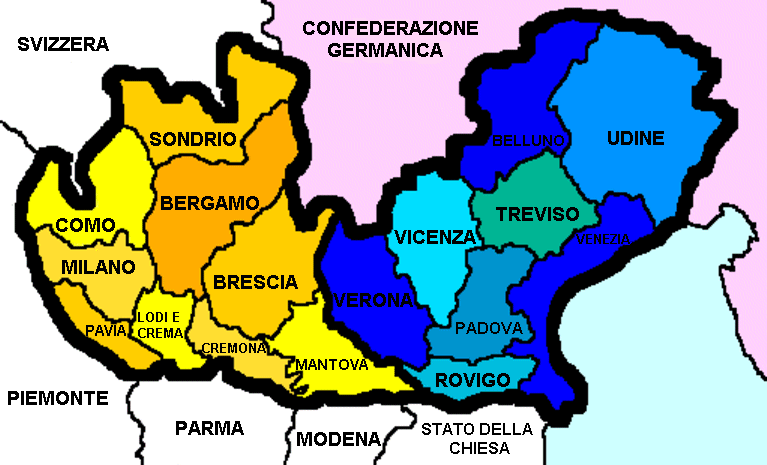
Die Provinzen des Königreiches
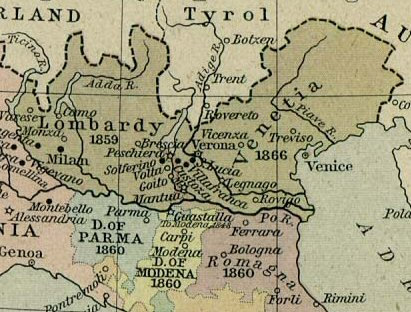
Politische Karte